# فيليبو أنتونيلي
فيليبو أغوميري أنتونيلي (بالإيطالية: Filippo Agomeri Antonelli)‏ الشهير باسم فيليبو أنتونيلي (مواليد 13 يوليو 1978 في كييتي - إيطاليا) لاعب كرة قدم إيطالي يلعب حاليا لصالح نادي الدرجة الأولى باري الإيطالي منذ 2009 في مركز الجناح الأيمن كما يجيد اللعب في مركز الجناح الأيسر .